# Euhesma walkeriana
Euhesma walkeriana är en biart som först beskrevs av Cockerell 1905.  Euhesma walkeriana ingår i släktet Euhesma och familjen korttungebin. Inga underarter finns listade i Catalogue of Life.

## Bildgalleri

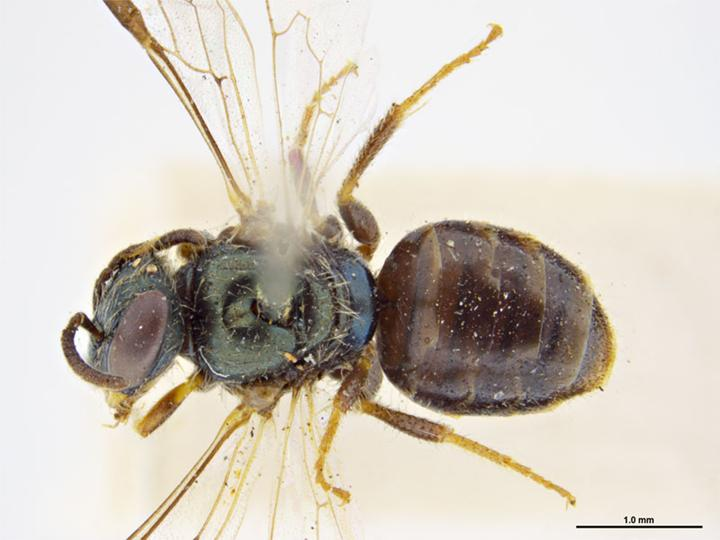